# Samaris chesterfieldensis
Samaris chesterfieldensis är en fiskart som beskrevs av Mihara och Amaoka 2004. Samaris chesterfieldensis ingår i släktet Samaris och familjen Samaridae. Inga underarter finns listade i Catalogue of Life.